# Beograđanka
La torre Beograđanka, in serbo cirillico Београђанка, è un grattacielo situato nel centro della città di Belgrado, capitale della Serbia. 

## Localizzazione
La Beograđanka sorge lungo la via Kralja Milana, tra le piazze Terazije e Slavija, nella municipalità di Vračar. La sua altezza di 101 metri la rende un punto di riferimento per orientarsi in città.

## Storia
L'edificio fu costruito tra il 1969 e il 1974 dall'architetto Branko Pešić che realizzò la struttura che, con i suoi 24 piani, rimase per alcuni anni l'edificio più alto di Belgrado fino alla costruzione della torre Genex nel 1980. La sua costruzione fu considerata un evento importante per lo sviluppo cittadino e per l'immagine di progresso che intendeva dimostrare, tanto che la torre fu battezzata Palazzo Belgrado (in serbo Палата Београд?) perché diventasse il simbolo della città stessa.
All'ultimo piano fu realizzato un ristorante panoramico, mentre i piani inferiori furono adibiti ad uffici. Negli anni novanta del XX secolo, per ragioni di sicurezza, il palazzo fu evacuato e tenuto chiuso per lungo tempo.

## Il presente
I primi piani dell'edificio sono occupati dagli studi televisivi dell'emittente cittadina Studio B; nei piani superiori ci sono alcuni uffici del quotidiano Blic; al pian terreno c'è una filiale del grande magazzino "Beograd" dove espongono Coin e Oviesse; nel seminterrato, collegato da scale mobili esterne sulla strada, c'è il supermercato Merkator.
Attualmente tutta la struttura è in fase di ristrutturazione, sia delle facciate che delle parti interne per accogliere nuovamente uffici e negozi. Anche la riapertura del ristorante all'ultimo piano rientra nei progetti di riqualificazione della Beograđanka.